# Country Tucker
| Recensione | Giudizio |
| ---------- | -------- |
| AllMusic   | [ 1 ]    |

Country Tucker è una raccolta su CD della The Marshall Tucker Band, pubblicato dalla K-Tel Records nell'agosto del 1996.

## Tracce
1. Hillbilly Band – 2:33 (Toy Caldwell) – Tratto dall'album: The Marshall Tucker Band (1973)
2. This Ol' Cowboy – 3:41 (Toy Caldwell) – Tratto dall'album: Where We All Belong (1974)
3. Heard It in a Love Song – 4:56 (Toy Caldwell) – Tratto dall'album: Carolina Dreams (1977)
4. Searchin' for a Rainbow – 3:52 (Toy Caldwell) – Tratto dall'album: Searchin' for a Rainbow (1975)
5. See You Later, I'm Gone – 3:05 (Toy Caldwell) – Tratto dall'album: The Marshall Tucker Band (1973)
6. Desert Skies – 6:23 (Toy Caldwell) – Tratto dall'album: Carolina Dreams (1977)
7. Long Hard Ride – 2:52 (Toy Caldwell) – Tratto dall'album: Long Hard Ride (1976)
8. Fire on the Mountain (45 Version) – 3:09 (George McCorkle) – Pubblicato come singolo (Side A, CPS 0244) nell'ottobre del 1975
9. Never Trust a Stranger – 5:28 (Tommy Caldwell) – Tratto dall'album: Carolina Dreams (1977)
10. Property Line – 3:01 (Toy Caldwell) – Tratto dall'album: Long Hard Ride (1976)
11. Can't You See – 6:04 (Toy Caldwell) – Tratto dall'album: The Marshall Tucker Band (1973)
12. Blue Ridge Mountain Sky – 3:34 (Toy Caldwell) – Tratto dall'album: A New Life (1974)

Durata totale: 48:38

## Musicisti
Hillbilly Band, See You Later, I'm Gone e Can't You See
- Toy Caldwell - chitarra solista, chitarra steel
- Toy Caldwell - voce (brani: Hillbilly Band e Can't You See)
- George McCorkle - chitarra ritmica, chitarra acustica, percussioni
- Doug Gray - voce solista (brano: See You Later, I'm Gone), percussioni
- Jerry Eubanks - sassofono alto, flauto, percussioni, accompagnamento vocale
- Tommy Caldwell - basso, percussioni, accompagnamento vocale
- Tommy Caldwell - batteria (brano: See You Later, I'm Gone)
- Paul Riddle - batteria (brani: Hillbilly Band e Can't You See)
- Paul Hornsby - pianoforte acustico, pianoforte elettrico, organo, sintetizzatore moog
- Jay Johanny Johanson - percussioni
- Jay Johanny Johanson - congas (brano: Can't You See)
- Fred Wise - fiddle (brano: Hillbilly Band)
- Cousin Stanley's Jug Band (brano: Hillbilly Band)

This Ol' Cowboy
- Toy Caldwell - chitarra elettrica, chitarra acustica, chitarra steel
- Toy Caldwell - voce solista
- Doug Gray - percussioni, accompagnamento vocale
- George McCorkle - chitarra elettrica, chitarra acustica, banjo
- Jerry Eubanks - flauto, sassofoni, accompagnamento vocale
- Tommy Caldwell - basso, accompagnamento vocale
- Paul Riddle - batteria
- Paul Hornsby - pianoforte, organo, clavinet
- Charlie Daniels - fiddle
- Andy Stein - fiddle
- Jerry Joseph - congas
- Steve Madaio - tromba
- Earl Ford - trombone
- Sam McPhearson - armonica

Heard It in a Love Song, Desert Skies e Never Trust a Stranger
- Toy Caldwell - chitarra solista, chitarra acustica, chitarra steel
- George McCorkle - chitarra elettrica, chitarra a dodici corde, chitarra acustica
- Doug Gray - voce solista, armonie vocali
- Jerry Eubanks - sassofoni, flauto, armonie vocali
- Tommy Caldwell - basso, tamburello, armonie vocali
- Paul Riddle - batteria
- Paul Hornsby - pianoforte, organo
- Charlie Daniels - fiddle, armonie vocali (brano: Desert Skies)
- Jaimoe - congas

Searchin' for a Rainbow e Fire on the Mountain (45 Version)
- Toy Caldwell - chitarra elettrica, chitarra acustica, chitarra steel, accompagnamento vocale
- George McCorkle - chitarra elettrica, chitarra acustica
- Doug Gray - voce solista, percussioni
- Jerry Eubanks - sassofoni, flauto, accompagnamento vocale
- Tommy Caldwell - basso, accompagnamento vocale
- Paul Riddle - batteria
- Richard Betts - chitarra solista
- Paul Hornsby - pianoforte, organo
- Charlie Daniels - fiddle
- Chuck Leavell - pianoforte elettrico
- Jaimoe - congas
- Al McDonald - mandolino
- Leo LaBranche - tromba, arrangiamento strumenti a fiato

Long Hard Ride e Property Line
- Toy Caldwell - chitarra elettrica, chitarra acustica, chitarra steel
- Toy Caldwell - voce solista (brano: Property Line)
- George McCorkle - chitarra elettrica ritmica, chitarra acustica
- George McCorkle - bull whip (frusta) (brano: Long Hard Ride)
- Doug Gray - voce solista (brano: Long Hard Ride), percussioni
- Jerry Eubanks - flauto, sassofoni, armonie vocali
- Tommy Caldwell - basso, armonie vocali
- Paul Riddle - batteria
- Charlie Daniels - fiddle
- John McEuen - banjo, mandolino
- Jaimoe - congas
- Paul Hornsby - pianoforte, organo

Blue Ridge Mountain Sky
- Toy Caldwell - chitarre, voce solista
- George McCorkle - banjo, chitarre
- Doug Gray - accompagnamento vocale, percussioni
- Jerry Eubanks - flauto, sassofono, accompagnamento vocale
- Tommy Caldwell - basso, accompagnamento vocale
- Paul Riddle - batteria
- Paul Hornsby - tastiere
- Charlie Daniels - fiddle
- Jaimoe - congas
- Oscar Jackson - strumenti a fiato
- Earl Ford - strumenti a fiato
- Harold Williams - strumenti a fiato
- Todd Logan - strumenti a fiato